# Кубинская пятёрка

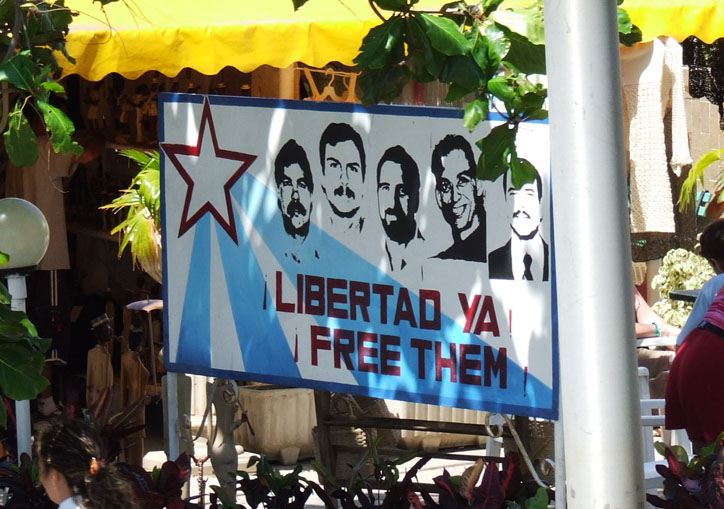
Плакат с портретами "пятёрки" на улице Варадеро, Куба

«Кубинская пятёрка» (англ. Cuban Five) — Херардо Эрнандес, Рамон Лабаньино, Антонио Герреро Родригес, Фернандо Гонсалес и Рене Гонсалес — пятеро сотрудников кубинской разведывательной службы ДГИ, приговорённых в США к длительным срокам заключения по обвинению в шпионаже, сговоре с целью убийства и совершении других преступлений. Члены «пятёрки» проникли в американо-кубинские организации, ставящие цель свержение правительства Кубы, и передавали информацию о них. По кубинской версии, члены «пятёрки» собирали информацию о готовящихся терактах против Кубы, что помогло предотвратить их совершение.
Были арестованы ФБР в сентябре 1998 года, обвинены правительством США и осуждены судом присяжных в Майами в июне 2001 года. Трое из «пятёрки» приговорены к пожизненному заключению, а двое — к 15 и 19 годам тюрьмы. В июне 2009 года Верховный суд США отказался пересмотреть дело. Приговор американского суда подвергся критике в международном масштабе. На родине члены «пятёрки» возведены правительством Кубы в ранг героев, как пожертвовавшие своей свободой ради безопасности страны.
17 декабря 2014 года в рамках возобновления американо-кубинских дипломатических отношений, были освобождены три члена «кубинской пятёрки».

## Исторический фон
Как отмечает французский профессор Салим Ламрани, в период между 1959 и 1997 годом США осуществили 5780 террористических актов против Кубы, с 1959 по 2003 год — 61 арест самолётов и кораблей, с 1961 по 1996 год с морских судов было обстреляно 67 экономических объектов. По его словам, ЦРУ руководило 299 военизированными группировками численностью в 4000 человек, ответственными за сотни убийств. В 1971 году биологическая агрессия привела к уничтожению 500 тысяч свиней, в 1981 году внедрение лихорадки денге привело к заражению более 300 тысяч человек и гибели 158 человек. По его мнению, большая часть этих актов агрессии была подготовлена во Флориде кубинскими праворадикалами, под контролем и при поддержке ЦРУ.

## Члены «пятёрки»

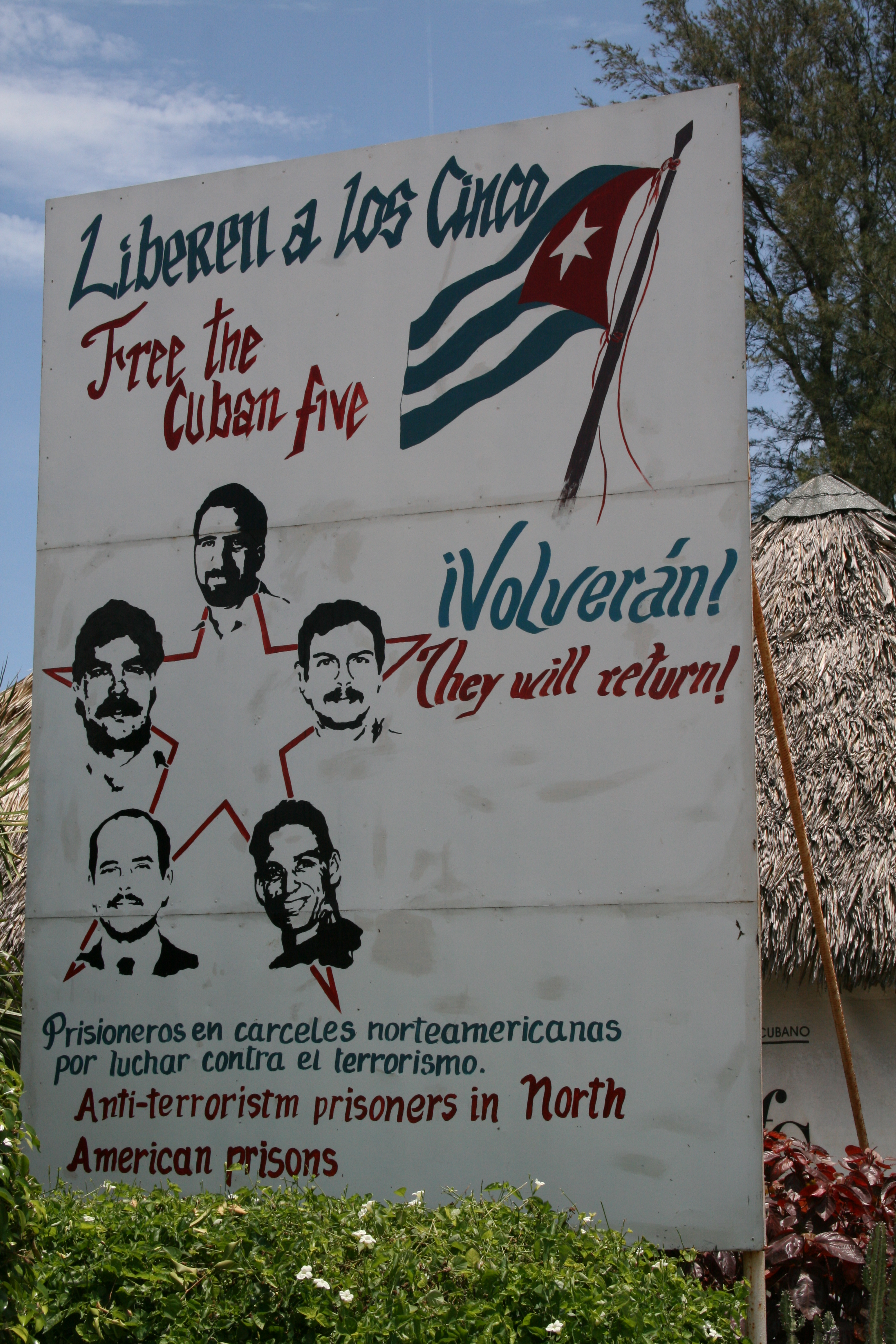
Плакат с портретами Кубинской пятёрки в Варадеро, Куба

- Антонио Герреро Родригес (исп. Antonio Guerrero Rodríguez). Родился в Майами в 1958 году. Авиационный инженер, поэт. Отец троих детей.
- Фернандо Гонсалес Льорт[исп.] (исп. Fernando González Llort). Родился в Гаване в 1963 году. Окончил институт международных отношений (ISRI). Сотрудник Министерства иностранных дел и министерства внутренних дел. Женат.
- Херардо Эрнандес Нордело[исп.] (исп. Gerardo Hernández Nordelo). Родился в Гаване в 1965 году. Окончил институт международных отношений (ISRI). Карикатурист. Женат, отец троих детей.
- Рамон Лабаньино Саласар (исп. Ramón Labañino Salazar). Родился в Гаване в 1963 году. Окончил факультет экономики Гаванского университета. Женат, отец троих детей.
- Рене Гонсалес Зеверерт[исп.] (исп. René González Sehwerert). Родился в Чикаго в 1956 году. Пилот и лётный инструктор. Женат, отец двоих детей.

По данным кубинской стороны, члены «пятёрки» занимались в США антитеррористической борьбой, помогая предотвращать готовящиеся теракты.

## Арест и суд
12 сентября 1998 года ФБР арестовало Херардо Эрнандеса, Рамона Лабаньино, Рене Гонсалеса, Фернандо Гонсалеса и Антонио Герреро. «Пятёрка» была обвинена в 26 преступлениях. Наиболее серьёзными были три обвинения: заговор с целью совершения преступлений против США, шпионаж, соучастие в умышленном убийстве 24 февраля 1996 года четырёх членов организации «Братья-спасатели» (исп. Hermanos al Rescate), самолёт с которыми был сбит кубинским ПВО в воздушном пространстве Кубы. Остальные пункты обвинений были малозначительными. С момента ареста и до 3 февраля 2000 года члены «пятёрки» провели 17 месяцев в одиночном заключении.
В июне 2001 года американский суд признал членов «пятёрки» виновными по всем 26 пунктам обвинения.
- Херардо Эрнандес был приговорён к двум пожизненным заключениям плюс 15 лет,
- Рамон Лабаньино был приговорён к пожизненному заключению плюс 18 лет тюрьмы (в декабре 2009 года срок сократили до 30 лет)[3],
- Антонио Герреро был приговорён к пожизненному заключению плюс 10 лет тюрьмы (в декабре 2009 года срок сократили до 21 года и 10 месяцев)[3],
- Фернандо Гонсалес был приговорён к 19 годам тюрьмы (в декабре 2009 года срок сократили до 17 лет)[3],
- Рене Гонсалес был приговорён к 15 годам тюрьмы.

По словам критиков, в ходе судебного процесса были допущены многочисленные нарушения. Салим Ламрани, помимо прочего, выделяет следующие обстоятельства: угрозы в адрес свидетелей, громкая идеологическая кампания в американских СМИ, политизированная атмосфера, проявление открытой предвзятости суда присяжных (его председатель заявил, что он «против диктатуры Фиделя Кастро)».
Семьи заключённых сталкиваются с препятствиями, пытаясь встретиться с родственниками. Жена Рене Гонсалеса Ольга Салануэва и его дочь Иветт лишены права навестить его в заключении. Адриана Перес О’Коннор, жена Херардо Эрнандеса, 25 июня 2002 года получила визу с целью навестить своего мужа. По прибытии в США она была арестована ФБР, подвергнута допросу в течение 11 часов и выслана на Кубу.

## Критика приговора и поддержка заключённых

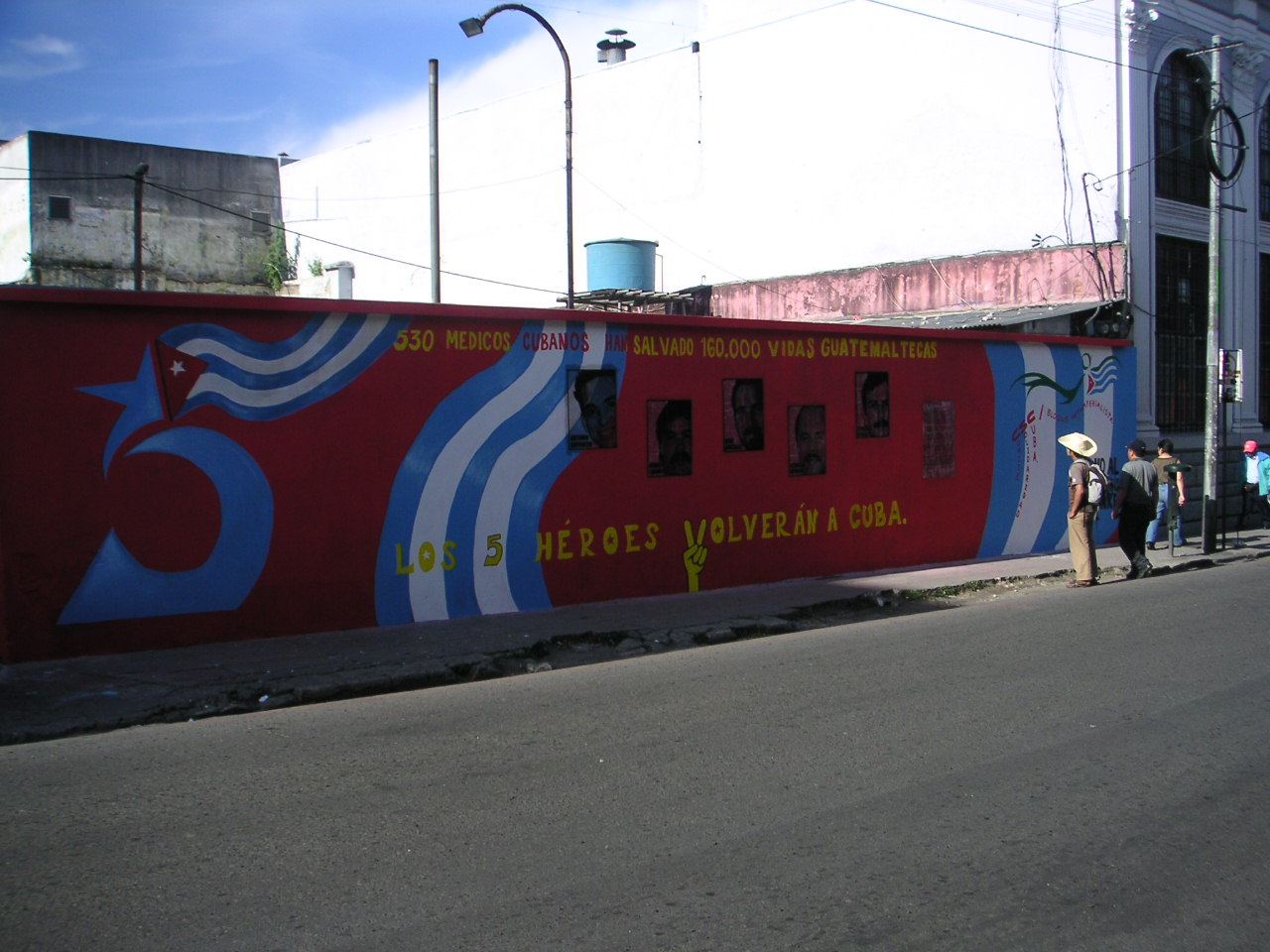
Рисунок в поддержку «кубинской пятёрки» на стене в Гватемале

С момента заключения «пятёрки» в различных странах были начаты кампании в их поддержку и за их освобождение. В США действует организация «National Committee to Free the Cuban Five».
27 мая 2005 года Рабочая группа по незаконным задержаниям Совета по правам человека ООН в своём докладе указала, что «суд не проходил в обстановке беспристрастности и объективности, чтобы соответствовать стандартам справедливого правосудия, как того требует статья 14 Международного пакта о гражданских и политических правах».
Критики обвиняют власти США в политике «двойных стандартов». В 2005 году американские власти отказались выдать агента ЦРУ Луиса Посада Каррилеса, обвиняемого в совершении теракта против кубинского самолёта 6 октября 1976 года, когда погибло 73 пассажира.
В 2005 году среди известных людей немедленного освобождения кубинцев требовали лауреаты Нобелевской премии мира Десмонд Туту и Адольфо Перес Эскивель, учёный и социальный мыслитель Ноам Хомский, американский актёр Дэнни Гловер, французский музыкант Ману Чао, публицист Игнасио Рамоне, бывший министр юстиции США Рамсей Кларк, лауреат Нобелевской премии по литературе Воле Шойинка, лауреатка Пулитцеровской премии Элис Уокер, музыкант и правозащитник Гарри Белафонте, архитектор Оскар Нимейер, британско-пакистанский писатель Тарик Али, один из крупнейших латиноамериканских литераторов Марио Бенедетти.

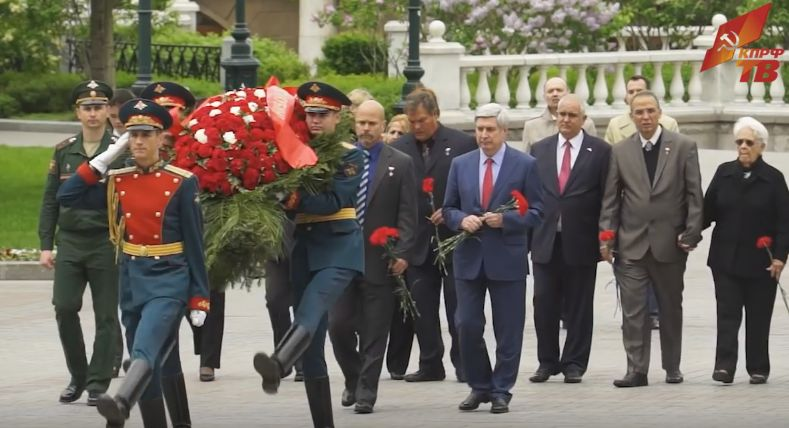
Первый заместитель председателя ЦК КПРФ И.И. Мельников и члены "кубинской пятёрки" возлагают цветы к Могиле неизвестного солдата, Москва, 2016 г.

Парламенты и группы депутатов нескольких стран делали заявления с осуждением приговора кубинским гражданам.
Государственная дума России принимала обращения к Конгрессу США с призывом «использовать все возможности для пересмотра приговоров и вынесения справедливых решений в отношении граждан Республики Куба и таким образом продемонстрировать свою приверженность демократическим и гуманистическим ценностям». В обращении, принятом 21 февраля 2007 года отмечалось:

…на самом деле вина осужденных заключается в том, что они внедрились в антикубинские группировки, действующие на территории США, и никакой шпионской деятельностью, наносящей ущерб национальной безопасности США, не занимались. Напротив, получение ими материалов способствовало защите интересов США, налаживанию отношений между двумя государствами — Республикой Куба и Соединенными Штатами Америки. В 1998 году Гавану посетила правительственная делегация США, в состав которой входили сотрудники Федерального бюро расследований. При встрече с кубинскими коллегами сотрудникам ФБР были переданы материалы, включая аудио- и видеозаписи, о террористической деятельности антикубинских группировок, находящихся в Майами (штат Флорида). Американская сторона заявила о желании дальнейшего сотрудничества, однако вскоре в США кубинские патриоты были арестованы.

В России акции в поддержку «кубинской пятёрки» проводят, в частности, КПРФ и союзные ей организации. Посол Кубы в России Хуан Вальдес Фигероа высоко оценивал вклад заместителя председателя ЦК КПРФ Ивана Мельникова.
Российский нобелевский лауреат Жорес Алфёров неоднократно говорил о необходимости освобождения «кубинской пятёрки».
В Великобритании в 2008 году более 100 известных деятелей подписали открытое письмо с протестом против содержания в заключении «кубинской пятёрки». Среди подписавших письмо были несколько лауреатов Нобелевской премии (в частности, Гюнтер Грасс, Жозе Сарамаго), дизайнеры Вивьен Вествуд и Джаспер Конран (en:Jasper Conran), художник Говард Ходжкин, писатели Иэн Бэнкс и Гарольд Пинтер, актрисы Джули Кристи и Сюзанна Йорк. В 2007 году в поддержку заключённых-кубинцев выступила южноафриканская писательница, нобелевский лауреат Надин Гордимер.
В июне 2009 года Верховный суд США отказался пересмотреть дело пяти кубинцев. Кубинский парламент осудил это решение, назвав его «произволом коррумпированной и лицемерной системы». В декабре 2009 года власти снизили сроки заключения некоторым членам «пятёрки». В 2010 году «Международная амнистия» выпустила доклад, выражающий озабоченность справедливостью судопроизводства по делу «пятёрки».
В том же году члены «пятёрки» награждены Медалью сопротивления имени Чико Мендеса.

## Освобождение
7 октября 2011 года на свободу был отпущен Рене Гонсалес, первый из Пятёрки. Рене Гонсалес провёл в тюрьме 13 лет. Несмотря на это, ещё в течение трёх лет Гонсалес будет обязан не покидать пределы США, находясь под надзором властей.
27 февраля 2014 года был освобождён Фернандо Гонсалес.
17 декабря 2014 года президент Кубы Рауль Кастро объявил об освобождении и прибытии на Кубу Рамона Лабаньино, Герардо Эрнандеса и Антонио Герреро.

## Жёлтая лента
В ознаменование пятнадцатой годовщины ареста кубинской пятёрки Рене Гонсалес попросил своих соотечественников, чтобы 12 сентября Куба была заполнена жёлтыми лентами:

Мне бы хотелось, чтобы 12 сентября жёлтые ленты были повсюду в стране, заполнили её так, чтобы наши гости, а также иностранные корреспонденты, которые находятся на острове, не смогли этого проигнорировать. Пусть в этот день на Острове Куба жёлтые ленты будут трепетать на деревьях, на балконах, даже на домашних животных — люди сами могут придумать, как их использовать. Главное, чтобы эти жёлтые ленты заполонили страну, чтобы их нельзя было проигнорировать, чтобы они донесли до всего мира весть, что кубинский народ ждёт четверых своих сыновей, находящихся в заключении в Соединенных Штатах.

Международный комитет за освобождение Кубинской пятёрки призвал использовать жёлтую ленту на всех акциях солидарности с кубинской пятёркой.